# Phytomyza kaltenbachi
Phytomyza kaltenbachi este o specie de muște din genul Phytomyza, familia Agromyzidae, descrisă de Friedrich Georg Hendel în anul 1922.
Este endemică în Austria. Conform Catalogue of Life specia Phytomyza kaltenbachi nu are subspecii cunoscute.